# دائرة النانو

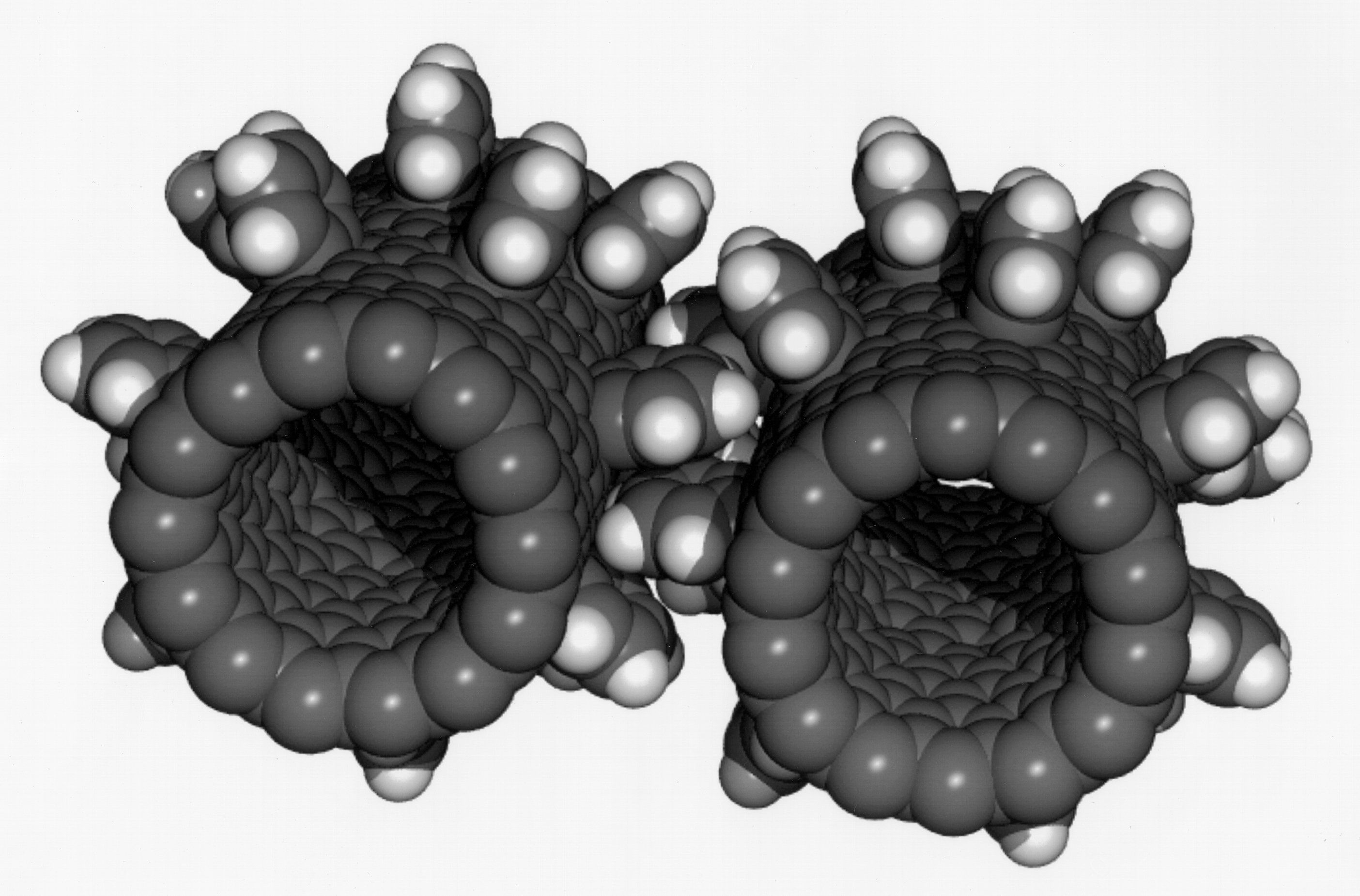
دائرة النانو

الدارات النانوية هي دارات كهربائية تعمل على مقياس النانومتر. أحرزت الدرات النانوية تقدما معتبرا في عالم الكم، حيث تصبح التأثيرات الميكانيكية الكمومية مهمة جدًا. يساوي النانومتر الواحد 10−9 متر أو صفًا من 10 ذرات هيدروجين. مع هذه الدارات التي تتقلص تدريجيًا، يمكن احتواء المزيد منها ضمن شريحة كمبيوتر. وهذا يتيح وظائف أسرع وأكثر تعقيدًا باستخدام طاقة أقل. تتكون الدارات النانوية من ثلاثة مكونات أساسية مختلفة، هي الترانزستورات والوصلات البينية ومعمارية الحاسوب (أو تصميم البنية)، وكلها مجمعة على مقياس النانومتر.

## أساليب الإنتاج
تعد صيغة قانون مور أحد أكثر المفاهيم الأساسية لفهم الدارات النانوية. نشأ هذا المفهوم عندما أصبح المؤسس المشارك لشركة إنتل غوردون مور مهتمًا بقيمة الترانزستورات ومحاولة احتواء المزيد منها ضمن شريحة واحدة. ويتعلق ذلك بأن عدد الترانزستورات التي يمكن تصنيعها في دارة متكاملة من السيليكون –وبالتالي قدرات الحوسبة لهذه الدارة– يتضاعف كل 18 إلى 24 شهرًا. كلما زاد عدد الترانزستورات التي يمكن أن تتناسب مع الدارة، كلما زادت القدرات الحسابية التي يمتلكها الحاسوب. هذا هو السبب في أن العلماء والمهندسين يعملون معًا لإنتاج هذه الدارات النانوية بحيث يصبح المزيد والمزيد من الترانزستورات قادرة على ملاءمة الشريحة. بالرغم من أن الفكرة يمكن أن تبدو سليمة، إلا أن هناك العديد من المشكلات التي تنشأ عندما تُجمع الكثير من الترانزستورات معًا. نظرًا لأن الدارات صغيرة جدًا، فإنها تميل إلى التعرض لمشاكل أكثر من الدارات الأكبر، وخاصةً الحرارة – لأن كمية الطاقة المطبقة على مساحة سطح أصغر تجعل تبديد الحرارة صعبًا، فإن هذه الحرارة الزائدة تسبب أخطاء ويمكن أن تدمر الشريحة. تعد الدارات النانومترية أكثر حساسية للتغيرات في درجات الحرارة والأشعة الكونية والتداخل الكهرومغناطيسي من الدارات الحالية. مع تزايد عدد الترانزستورات في الشريحة، فإن ظواهر مثل الإشارات الشاردة على الشريحة، والحاجة لتبديد الحرارة من العديد من الأجهزة المتراصة بالقرب من بعضها، والعبور النفقي عبر حواجز العزل بسبب الحجم الصغير، وصعوبات التصنيع، ستوقف التقدم أو تبطئه بشدة. يعتقد الكثيرون أن سوق الدارات النانوية ستصل إلى التوازن بحلول عام 2015. وفي هذا الوقت يعتقدون أن تكلفة منشأة التصنيع يمكن أن تصل إلى 200 مليار دولار. سيأتي الوقت الذي ستكون فيه كلفة جعل الدارات أصغر كبيرة جدًا، وستصل سرعة أجهزة الحاسوب إلى الحد الأقصى. ولهذا السبب، يعتقد العديد من العلماء أن قانون مور لن يستمر إلى الأبد وسوف يصل قريبًا إلى ذروته، لأن قانون مور يستند إلى حدٍ كبير على مكاسب حسابية ناجمة عن تحسينات في تقنيات الحفر الليثوغرافي الدقيق.
في إنتاج هذه الدارات النانوية، هناك العديد من الجوانب المعنية. يبدأ الجزء الأول من تنظيمهم بالترانزستورات. حتى الآن، تستخدم معظم الإلكترونيات الترانزستورات القائمة على السيليكون. الترانزستورات جزء لا يتجزأ من الدارات لأنها تتحكم في تدفق الكهرباء وتحول الإشارات الكهربائية الضعيفة إلى إشارات قوية.  كما أنهم يتحكمون في التيار الكهربائي حيث يمكنهم تشغيله أو حتى تضخيم الإشارات. تستخدم الدارات الآن السيليكون كترانزستور لأنه يستطيع التبديل بسهولة بين الحالات الموصلة وغير الموصلة. ومع ذلك، ففي الإلكترونيات النانوية، يمكن أن تكون الترانزستورات جزيئات عضوية أو هياكل غير عضوية بمقياس نانوي. كما تُصنع أشباه الموصلات، التي تعد جزءًا من الترانزستورات، من جزيئات عضوية في حالة النانو.
الجانب الثاني لتنظيم الدارة النانوية هو التوصيل البيني. وهذا يشمل العمليات المنطقية والرياضية والأسلاك التي تربط الترانزستورات ببعضها البعض ما يجعل ذلك ممكنًا. في الدارات النانوية، تُستخدم الأسلاك النانوية والأنابيب الأخرى الضيقة مثل مقياس نانومتر واحد لربط الترانزستورات معًا، وصُنعت الأسلاك النانوية من الأنابيب النانوية الكربونية لبضع سنوات. وحتى سنوات قليلة مضت، جُمعت الترانزستورات والأسلاك النانوية لإنتاج الدارة الكهربائية. ومع ذلك، تمكن العلماء من إنتاج أسلاك نانوية مع الترانزستورات بداخلها. في عام 2004، قام رائد التكنولوجيا النانوية في جامعة هارفارد تشارلز ليبر وفريقه بصنع أسلاك نانوية –أرق 10000 مرة من الورقة– تحتوي على سلسلة من الترانزستورات. بشكلٍ أساسي، فإن الترانزستورات والأسلاك النانوية وصلت مسبقًا بالفعل من أجل القضاء على المهمة الصعبة المتمثلة في محاولة توصيل الترانزستورات مع الأسلاك النانوية.
الجزء الأخير من تنظيم الدارة النانوية هو تصميم البنية. وفُسر ذلك على أنه الطريقة الإجمالية لربط الترانزستورات، بحيث يمكن توصيل الدارة بجهاز حاسوب أو نظام آخر والعمل بشكلٍ مستقل عن التفاصيل ذات المستوى الأدنى. لأن الدارات النانوية صغيرة جدًا، فهي مهيأة للأخطاء والعيوب. ابتكر العلماء طريقة للتغلب على هذا. تجمع بنيتها بين الدارات التي تحتوي على بوابات منطقية متكررة وتوصيلات بينية مع القدرة على إعادة تشكيل الهياكل على عدة مستويات ضمن الشريحة. يتيح التكرار للدارة تحديد المشاكل وإعادة تكوين نفسها حتى تتمكن الدارة من تجنب المزيد من المشاكل. وهو يسمح أيضا بوجود أخطاء داخل البوابة المنطقية ويظل يعمل بشكل صحيح دون إعطاء نتيجة خاطئة.